# Peninah Jerop Arusei

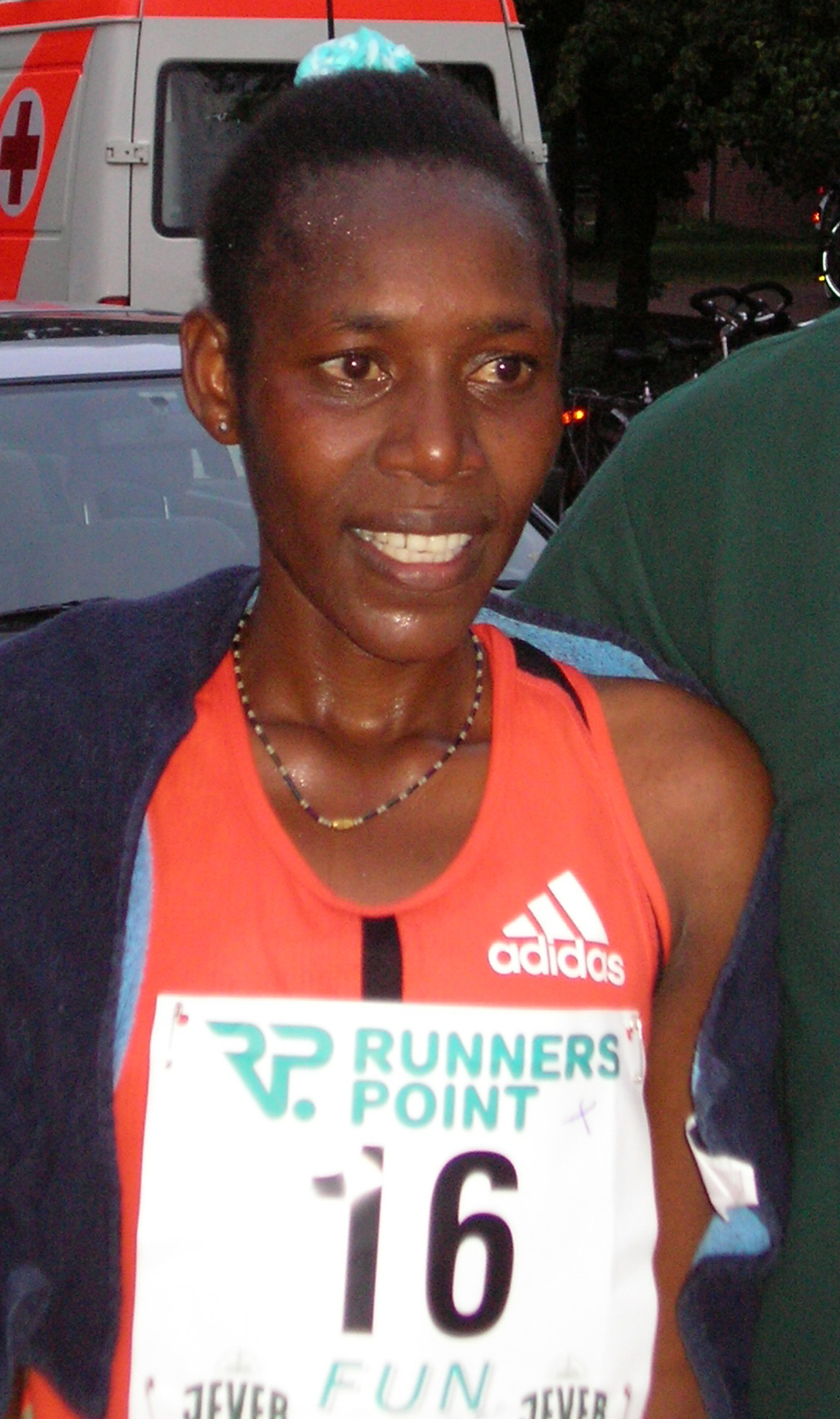
Peninah Jerop 2007 in Schortens

Peninah Jerop Arusei (* 23. Februar 1979) ist eine kenianische Langstreckenläuferin, die sich auf Straßenläufe spezialisiert hat.
Sie siegte bislang dreimal (von 2006 bis 2008) auf der 10-km-Strecke des Paderborner Osterlaufs (2008 mit ihrer Bestzeit von 31:42 min) sowie 2007 beim Würzburger Residenzlauf über dieselbe Distanz. 2007 gewann sie auch den Halbmarathon Venloop in 1:10:49 h. 2006, 2008 und 2009 gewann sie die 25 km von Berlin (2009 mit dem Strecken- und Afrikarekord von 1:22:31 h) und 2008 den Berliner Halbmarathon in ihrer Bestzeit von 1:08:22 h.
Bei den Olympischen Sommerspielen 2008 in Peking kam sie über die 10.000-Meter-Distanz auf den 18. Platz.